# Oset (naturreservat)

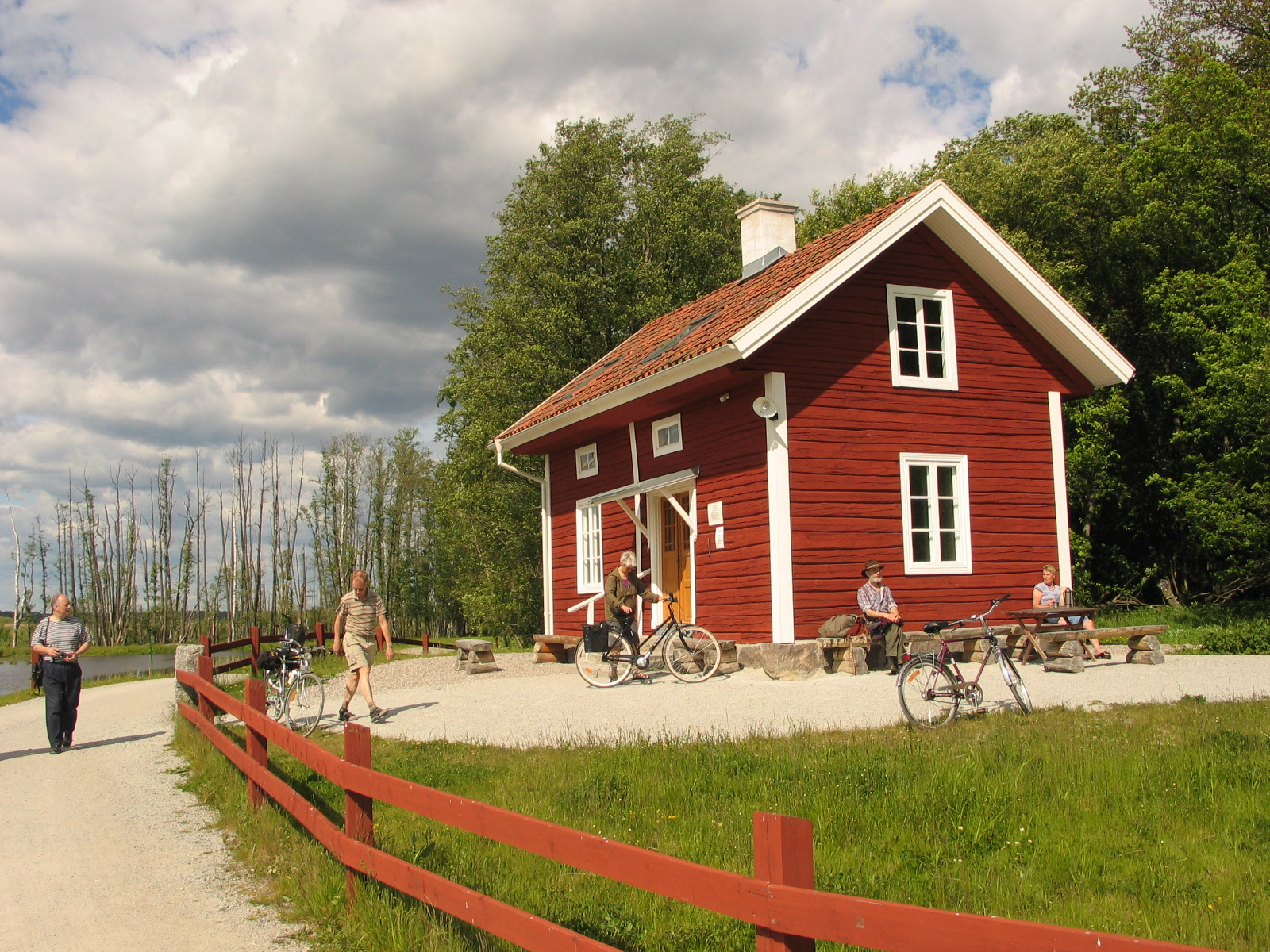
Erik Rosenbergs stuga i Oset, Örebro

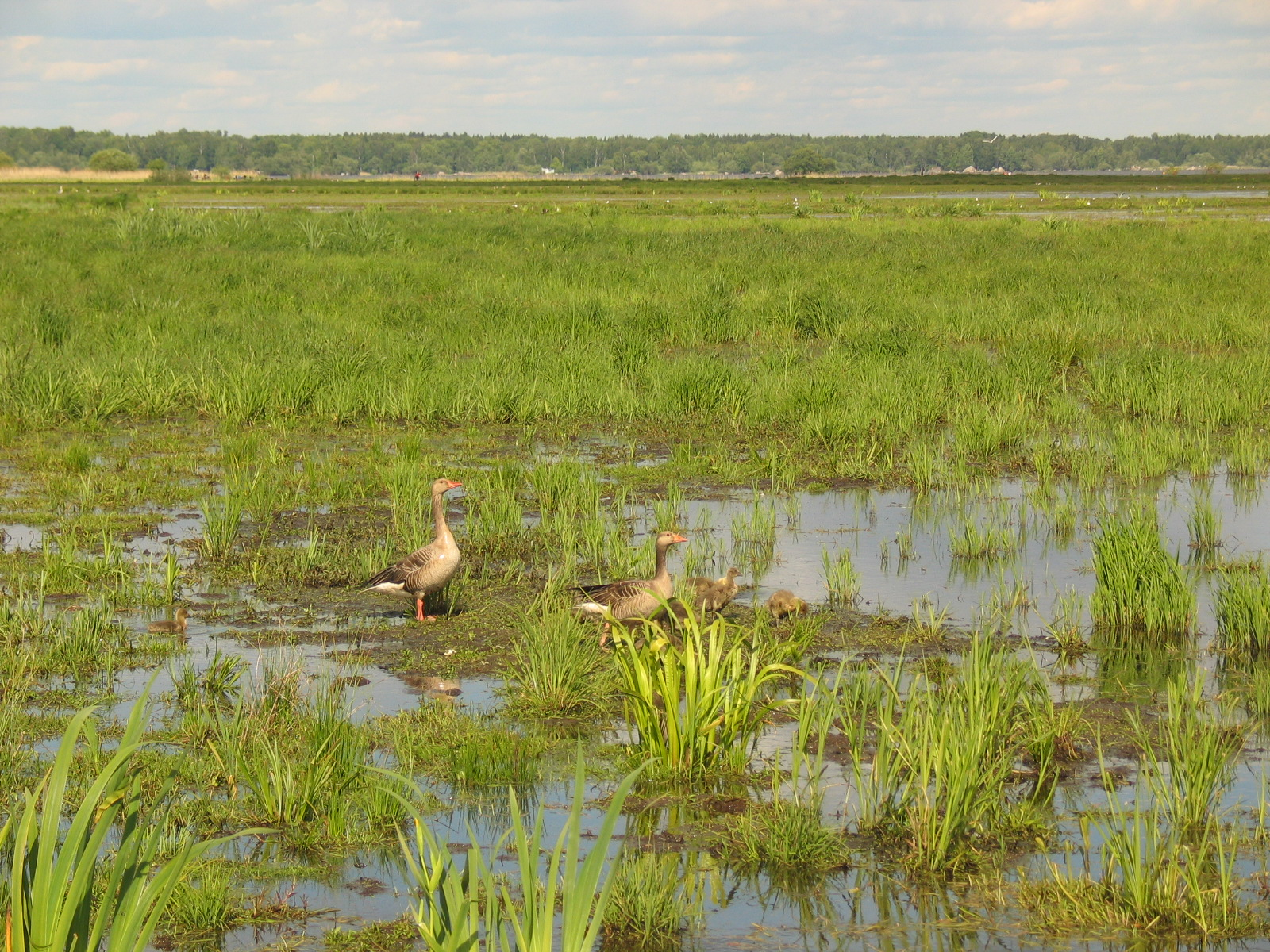
Gåsfamilj i Oset, Örebro

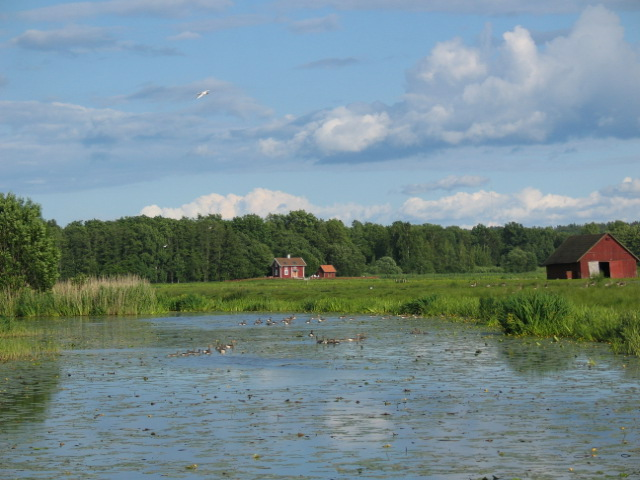
Från Oset, Örebro

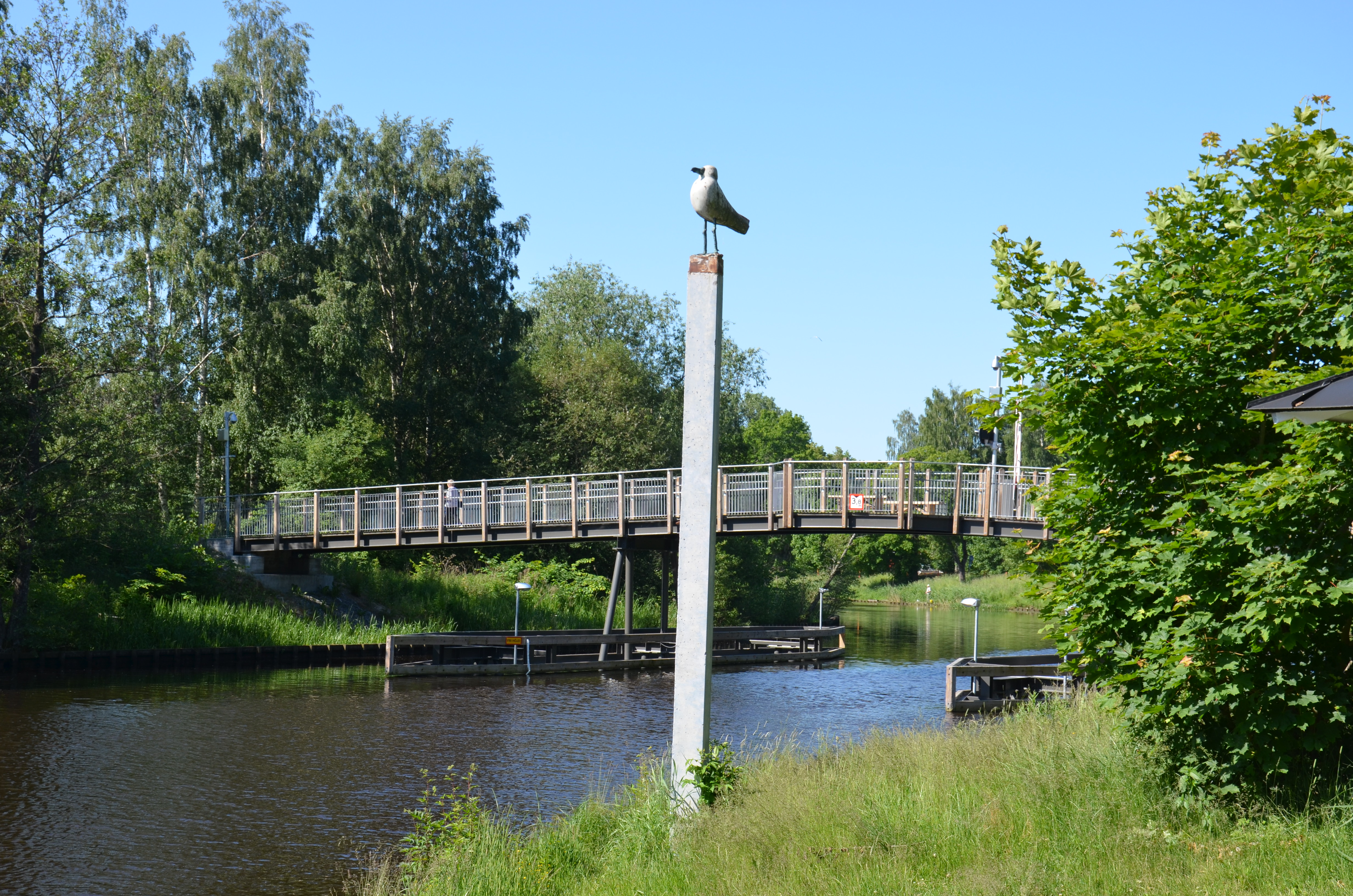
Bron mellan Oset och Rynningeviken, med Torsten Molanders Fågeltecken i förgrunden

Oset är ett tidigare naturreservat, sedan 2015 en del av naturreservatet Oset och Rynningeviken  öster om Örebro. Vid Oset mynnar Svartån ut i Hjälmaren.
Genom Hjälmarsänkningen 1878-1887 bildades området. Det består av strandskogar, fuktängar, vassar och öppet vatten. Ornitologen Erik Rosenberg upptäckte områdets rika fågelliv.
På Erik Rosenbergs initiativ infördes jaktförbud i hela inre delen av Hemfjärden. 1943 beslutade Örebro stadsfullmäktige att området skulle vara naturpark. 1968 bildades naturreservatet, vilket utvidgades åren 1986 och 2002. Området omfattar idag 250 hektar.
På norra sidan om Svartån finns Rynningevikens naturreservat och Naturens hus, där det bland annat finns en restaurang.

## Bron mellan Oset och Rynningeviken
En gång- och cykelbro mellan Oset och Rynningeviken invigdes den 5 maj 2010. Den är av typen holländsk klaffbro. Broklaffens rörelser sköts med hydraulik och styrs från brovakten vid Skebäcksbron. Den segelfria höjden är 3,80 m.

## Vanliga fågelarter
- Skäggdopping
- Gråhakedopping
- Häger
- Knölsvan
- Grågås
- Kanadagås
- Vitkindad gås
- Bläsand
- Kricka
- Gräsand
- Skedand
- Knipa
- Brun kärrhök
- Fiskgjuse
- Rörhöna
- Sothöna
- Mindre strandpipare
- Tofsvipa
- Brushane
- Enkelbeckasin
- Rödbena
- Skrattmås
- Fiskmås
- Fisktärna
- Mindre hackspett
- Gulärla
- Näktergal
- Sävsångare
- Svartvit flugsnappare
- Stjärtmes
- Stare
- Bofink
- Rosenfink
- Gulsparv
- Sävsparv